# Geneshaft
Geneshaft (ジーンシャフト, Jin shafuto) is een Japanse sciencefiction animeserie die zich voornamelijk in de ruimte afspeelt. De serie is geproduceerd door Bandai Visual in 2001 en werd geregisseerd door Kazuki Akane (Escaflowne). Geneshaft werd uitgezonden in Japan op het WOWOW-netwerk. De serie is onder andere vertaald naar het Engels door de anime televisienetwerk Locomotion die de serie in deze vorm heeft uitgezonden op hun netwerken in Zuidoost-Azië. Later is de serie ook in de rest van de wereld vertoond.

## Verhaal
Het verhaal draait rond de reizen van het ruimteschip Bilkis, en zijn genetisch gemanipuleerde bemanning. Als ze proberen de geheimen te ontdekken van een buitenaardse technologie die dreigt de aarde te vernietigen.
Een centraal plot-element in de serie is de 'Shaft', een mecha met een bijzondere uitstraling, die volledig met behulp van CGI in elkaar is gezet. Bij deze Mecha ontbreken de traditionele kenmerken zoals felle kleuren of een 'hoofd'. Het is eigenlijk een grijze structuur met mechanische kranen zonder de boven genoemde traditionele kenmerken.

## Achtergrond
De serie wordt gekenmerkt door de verkenning van het thema van genetische manipulatie en de mogelijke gevolgen van deze technologie. Een vraag die steeds terugkomt is of men in de toekomstige menselijke samenleving wellicht wordt beoordeeld op de genen? De serie heeft ook een opvallende Metal Soundtrack (samengesteld door Akira Takasaki). Vaak hoort men dit op dramatische momenten.